# او-۱۹ (کریگس‌مارینه)
زیردریایی یو-۱۹ (۱۹۳۵) (به انگلیسی: German submarine U-19 (1935)) یک زیردریایی است که طول آن ۴۲٫۷۰ متر (۱۴۰ فوت ۱ اینچ) می‌باشد. این زیردریایی در سال ۱۹۳۵ ساخته شد.